# 磐城北線
磐城北線（いわきほくせん）は、かつてJRバス関東東北道統括支店（当時）が運行していたバス路線である。

## 概要
磐城石川駅と小野新町駅を結ぶ、鉄道の短絡と地域輸送を目的とした路線である。正確には石川新町～小野新町駅が磐城北線で、磐城石川駅～石川新町は磐城南線であるが、実際の運行は磐城石川駅～小野新町駅で磐城北線としており、まとめて記述する。
運行は東北道統括支店（当時）によって行われており、新町中通には小野新町車庫があった。ここは以前、小野新町営業所だったが、路線の縮小とともに車庫に格下げられた。小野新町から川前、宿、荻方面へ支線を抱えていたが、現在は全て廃止されている。この本線となる磐城北線も利用者が減少しており、1999年には休日の運行を全て休止するなど、経費の圧縮に努めてきたが、沿線の過疎化と主たる利用者である高校生と高齢者の利用が減少していた。
このため、2006年3月30日に福島県生活交通対策協議会に路線の廃止を申し出ることとなった。その後、県中地方協議会などにおける協議を経て、2007年4月1日からは、JRバス関東から周辺自治体が委託する福島交通に移管することが決まり、現在は福島交通が同区間を運行している（全便磐城石川駅～小野新町駅間の運行）。
運行距離、所要時間、運行本数
- 磐城石川駅～小野新町駅：31.1Km、60分、1日5往復、休日および年末年始全便運休

運行系統
- 磐城石川駅～小野新町駅
- 磐城石川駅～新町中通（朝夕1回）

## 沿革
- 1952年7月1日 - 磐城線、小野新町 - 石川新町間開業。
- 1953年9月21日 - 横町 - 下川内間、旅客営業開始。
- 1987年4月1日 - 国鉄分割民営化により、東日本旅客鉄道へ継承。
- 1988年4月1日 - バス部門分割子会社化により、ジェイアールバス関東に継承。小野新町自動車営業所は小野新町営業所に改組。
- 1995年3月31日 - 桶売線廃止。
- 1996年10月27日 - 磐城石川 - 磐城逆川廃止、以降は棚倉支店から回送で送り込みとなる。
- 2005年 - 小野新町営業所を車庫に格下げ。
- 2006年6月30日 - 福島県生活交通対策協議会県中地方協議会で、廃止表明。
- 2007年3月31日 - この日の運行をもって廃止。

## 停留所一覧
（全停留所）
磐城南線
磐城石川駅 - 当町 - 石川古町 - 馬場町 - 石川高校前 - 石川新町
磐城北本線
石川新町- 県立高校前 - 北町 - 天狗の入 - 屋敷入 - 関場 - 母畑下の湯 - 母畑 - 前の内 - 母畑ダム - 母畑レークサイド前 - 須釜口 - 千五沢 - 青井沢入口 - 下草場 - 草場 - 北田 - 煙石 - 駒場平 - 空釜 - 磐城関根 - 武名坂 - 蓬田中学校 - 蓬田農協前 - 磐城蓬田 - 病院前 - 山田 - 入山 - 曲山 - 堂久保入口 - 雁股田 - 雁股田分校前 - 沢目木 - 黒森 - 堂田 - 菖蒲谷 - 高坊前 - 小野石橋 - 小野赤沼 - 入房内 - 町営住宅前 - 皮籠石 - 小野高校前 - 本町 - 横町 - 公立病院前 - 小学校入口 - 新町中通 - 平舘 - 小野新町駅

## かつてあった支線
- 川内線
  - 横町 - 神俣駅 - 芋島 - 吉間田 - 宇津川
- 桶売線
  - 小野新町 - 夏井駅前 - 隠坂 - 宿 - 荻 - 吉間田
  - 隠坂 - 湯沢温泉 - 川羽内
  - 宿 - 川前駅前

## 乗車券
- 回数券を車内で発売。定期券については車内で取り次ぎ、後日受け渡しとしていた。